# Goldmund e. V.
Goldmund e. V. ist ein Verein zur Förderung und Pflege der europäischen Erzählkunst und -forschung mit Sitz in München.
Der Verein bietet Seminare und Ausbildungen an, organisiert Veranstaltungen und unterstützt die Tradition der „fahrenden Mundwerker“. Darüber hinaus betreibt der Verein eine erzähldidaktische Fachbibliothek und beteiligt sich an Forschungsprojekten im In- und Ausland.

## Geschichte

### Gründerjahre 2000 bis 2003

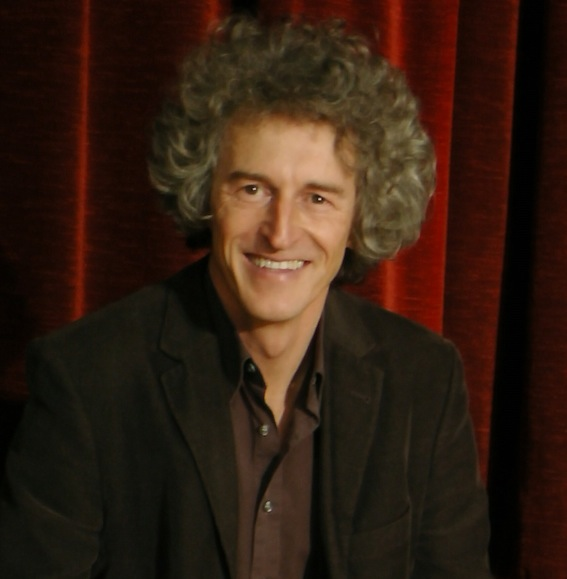
Vereinsgründer Norbert Kober

Gegründet wurde der Verein am 25. Januar 2000 am Europa-Institut Saarbrücken an der Universität des Saarlandes durch Norbert Kober. Ausgangspunkt war eine durch Christian Scholz betreute Fallstudie zum Thema „Narrative Methoden im Wissensmanagement“. Mit der Gründung der Goldmund Erzählakademie im Jahr 2001 wurde ein Seminarbetrieb aufgebaut.
Mit seinem Wohnortwechsel verlegte Kober 2002 auch den Sitz des Vereins von Saarbrücken nach München. Gleichzeitig änderte sich der Schwerpunkt der Vereinsarbeit hin zu künstlerischen und pädagogischen Aspekten des Erzählens.

### Erzählprojekte 2004 bis 2012
Der Verein ist Träger des Projekts „Die fahrenden Mundwerker“, das 2004 initiiert und von der Fachberatung für Heimatpflege des Bezirks Oberbayern finanziert wurde. Der Vereinsgründer Kober und Michael Klute zogen mit Muli und Esel durch Bayern, sammelten Geschichten, bereiteten sie künstlerisch auf und erzählten sie weiter. Über die Initiatoren gibt es unterschiedliche Angaben: Der offizielle Veranstaltungsflyer nennt Kobers Stiftung „Erzählen München“, die Vereinswebsite bezeichnet das Projekt als „Eine Initiative von Goldmund e. V.“, auf seiner eigenen Website nennt Kober sich selbst als Gründer.
Zur Bundesgartenschau 2005 organisierte der Verein über 23 Wochen künstlerische Erzählveranstaltungen mit 28 Erzählern.
Die Organisation und Durchführung von Veranstaltungen wurde insgesamt fester Bestandteil der Vereinsarbeit.
2006 gewann der Verein ein EU-Förderungsprojekt, in dessen Rahmen eine vierjährige wissenschaftliche Zusammenarbeit mit dem Scottish Storytelling Centre und dem Herder-Institut Riga (Volkskundliche Forschungsstelle) entstand. Im selben Jahr wurde Goldmund e. V. von der Stadt München beauftragt, die 2. Münchner Erzähltage von Mitte Oktober bis Mitte Dezember mit über 150 Einzelveranstaltungen auszurichten.
2007 übernahm der Verein die ehrenamtliche Geschäftsführung der Stiftung Erzählen, die von Kober 2003 gegründet wurde. Die Stiftung widmet sich dem freien, mündlichen Erzählen. Zum Wissenschaftkuratorium gehören Gabi Reinmann, Frank Vohle, Rainer Wehse, Otto Kruse und Joachim Kahlert.
2008 übergab der private Münchner Märchenforscher Wilhelm Bode seinen Bibliotheksnachlass Goldmund e. V. Dies vergrößert die erzähldidaktische Bibliothek auf 300 Werke.
In den Jahren 2010 bis 2012 beauftragte die Deutsche Gesellschaft den Verein mit dem Projekt „Schläft ein Lied in allen Dingen… Erzählkunst in Ost- und Südeuropa“. Goldmund e. V. organisierte Workshops und Erzählkunstabende für deutschsprachige Minderheiten in Ungarn, Polen, Rumänien, Kroatien und in der Slowakei.
Unter der Leitung von Michael Anton wirkte der Verein 2011 am erzählpädagogischen Modul „Narrative Elemente im Chemieunterricht“ an der Ludwig-Maximilians-Universität in München mit.

### Erzählfeste seit 2012
Seit 2012 findet jedes Jahr im Stemmerhof in München-Sendling das Goldmund-Erzählfest München statt. Bei den Erzählfesten bieten Erzähler Geschichten dar, die unter einem bestimmten thematischen oder gattungsspezifischen Motto ausgewählt werden. So wurden unter anderem Dramen wie „Hamlet“ oder „Der zerbrochne Krug“ als Erzählversion präsentiert oder Gedichte in zehnminütige Geschichten umgewandelt.
Seit 2015 wird in Frankfurt das jährliche „Erzählfest am Main“ veranstaltet.

## Goldmund Erzählakademie
Die vereinseigene Erzählakademie veranstaltet Seminare und Ausbildungen für unterschiedliche berufliche und private Teilnehmerbedürfnisse. Neben Workshops wird auch eine dreijährige berufsbegleitende Ausbildung zum Erzählpädagogen sowie ein einjähriger Zertifikatslehrgang zum Märchen- und Geschichtenerzähler angeboten. Bis Anfang 2016 wurden etwa 300 Erzähler ausgebildet, ein Viertel dieser Erzähler tritt mit eigenen Programmen auf.

## Förderprogramm Zungenzauber Erzählzeit
„Zungenzauber Erzählzeit“ ist ein Förderprogramm und unterstützt neu ausgebildete Erzähler bei ihren ersten Auftritten. 2014 und 2015 wurden 34 Einzelveranstaltungen mit durchschnittlich etwa 60 Besuchern organisiert.
Pro Jahr erhält einer der Antragsteller einen Veranstaltungszuschuss in Höhe von maximal 150 Euro sowie kostenlose Beratung. Voraussetzung ist die Teilnahme an einem Zertifikatslehrgang (2170 Euro zuzüglich Übernachtungs-, Verpflegungs- und Reisekosten) sowie die kostenpflichtige Vereinsmitgliedschaft. Außerdem verpflichten sich die Antragsteller, Goldmund und dessen Seminarprogramm intensiv zu bewerben (Vereinslogo auf Plakaten, Erwähnung in Pressemitteilungen, Seminarprogramm als Eintrittskarte, Auslegen des Veranstaltungsprogramms).